# Papuna nemis
Papuna nemis är en stekelart som beskrevs av John S. Noyes och Hayat 1984. Papuna nemis ingår i släktet Papuna och familjen sköldlussteklar.
Artens utbredningsområde är Papua Nya Guinea. Inga underarter finns listade i Catalogue of Life.